# Сибирь (фильм, 2020)
«Сибирь» (англ. Siberia) — художественный фильм 2020 года американского режиссёра Абеля Феррары совместного производства Италии, Германии и Мексики. Главную роль в нём сыграл Уиллем Дефо. Картина получила неоднозначные отзывы критиков.

## Сюжет
Главный герой фильма — мужчина по имени Клинт, который владеет баром в сибирской глуши, вдали от цивилизации. Однажды к нему приходят две русские женщины, старая и молодая, и заявляют, что Клинт скоро станет отцом. Из-за этой новости к герою возвращаются болезненные воспоминания. Остальная часть фильма представляет собой причудливый набор странных сцен: зрители видят пещеру с карликами, оазис с медицинскими приборами, расстрелы, рыбу, говорящую на иврите, и т. п. Критики отмечают, что Сибирь для Феррары — скорее географическая условность и метафора: главное для него — путешествие героя по дальним уголкам собственного сознания. Сюжет картины тесно связан с «Красной книгой» Карла Густава Юнга.

## В ролях
- Уиллем Дефо — Клинт
- Дуня Сычёва — жена
- Кристина Чиряк — русская девушка
- Даниэль Хименес Качо — доктор
- Саймон Макберни — маг
- Фабио Пагано — монах
- Лорен Арнатсияк — эскимос
- Валентина Розуменко — русская мать
- Стелла Пеколло — демон

## Релиз и оценки
Фильм стал шестой совместной работой Абеля Феррары и Уиллема Дефо. Одну из ролей в нём сыграла дочь Феррары Анна. Съёмки изначально должны были пройти в Миннесоте, но в последний момент Феррара, по его словам, выяснил, что в этом штате нет гор, а действие должно было происходить именно в горах. Поэтому фильм сняли в Итальянских Альпах.
Премьера фильма состоялась на Берлинском кинофестивале в феврале 2020 года. 2 июля того же года картина вышла в театральный прокат в Германии, 20 августа — в Италии, 18 июня 2021 года — в США.
На сайте-агрегаторе отзывов Rotten Tomatoes фильм получил рейтинг 62 % со средней оценкой 5,2 из 10. Рецензенты с этого ресурса высоко оценили игру Уиллема Дефо, которая, по их мнению, отчасти нивелируется неудачной режиссурой. На сайте Metacritic «Сибирь» получила среднюю оценку 56 из 100, что означает «смешанные или средние отзывы». Гай Лодж из Variety назвал картину «красивым, необычным, иногда весёлым путешествием в географическую и психологическую глушь, которое приведет в восторг одних и озадачит многих других». Для Владислава Шуравина с «Фильм.ру» этот фильм «безумный и крайне выразительный по форме», в котором нарратив как таковой не слишком важен.